# Vinho tinto

Copo de vinho tinto

Vinho tinto é a bebida resultante da fermentação do suco ou mosto extraído de uvas pretas ou tintas no qual é imperativo que haja maceração das cascas no mosto com a finalidade de se atribuir cor e sabor à bebida.
A polpa da fruta, tanto da uva branca quanto da uva preta é clara, quando prensada esta polpa dá origem a um suco turvo considerado “branco”. A cor do vinho é obtida de acordo com a forma com que as cascas da uva são usadas. Para tornar o vinho tinto é preciso que as cascas das uvas pretas descansem no mosto, o que é chamado de maceração. A intensidade da cor no vinho tinto depende de dois fatores: primeiro, do tipo de uva empregada na sua fabricação; segundo, o tempo de maceração das cascas no mosto.

## Classes de vinhos tintos
- Amarone: Itália
- Barbaresco: Itália
- Baga: Portugal
- Barolo: Itália
- Brancellao: Espanha
- Brunello di Montalcino: Itália
- Beaujolais: França
- Bobal: Espanha
- Bordô: Brasil[1]
- Bordéus: França
- Borgonha: França
- Cabernet Sauvignon: França, Argentina, Austrália,Brasil,Uruguai, Califórnia, Roménia, Moldávia, Nova Zelândia, África do Sul, Chile, Venezuela
- Cannonau: Itália
- Castelão: Portugal
- Carmenère: Chile
- Cencibel: Espanha
- Chianti: Itália
- Dimyat: Bulgária
- Feteasca Neagra: Roménia
- Feteasca Regala: Roménia
- Garnacha ou Grenache ou Cannonau: França, Espanha, América do Sul, Austrália e Califórnia.
- Gumza: Bulgária
- Isabel: Brasil[2]
- Kagor: Moldávia
- Mavrodafni: Grécia
- Mavrud: Bulgária
- Mazuela: Espanha
- Malbec: Argentina, França
- Melnik: Bulgária
- Merlot: França, Argentina, Chile, Itália, Roménia, Moldávia, África do Sul, Califórnia e Washington (Estados Unidos), Venezuela, Austrália
- Mirodia Red: Moldávia
- Monastrell: Espanha
- Nosiola:
- Norton: Leste e centro-leste dos Estados Unidos da América
- Pamid: Bulgária
- Petite Syrah: Califórnia
- Pinot Meunier: França
- Pinot Noir: França, Nova Zelândia, Argentina, Califórnia e Oregon (EUA), Roménia, Moldávia, África do Sul, Austrália
- Pinotage: África do Sul, Zimbabué, Nova Zelândia
- Rioja: Espanha, Argentina
- Syrah ou Shiraz: França (N.Rhône), Austrália, Califórnia, Africa do Sul, Venezuela,Chile,Argentina,Brasil
- Tannat: Uruguai
- Tempranillo: Espanha, Venezuela, Argentina
- Timorasso:
- Tinta Roriz/Aragonez: Portugal
- Touriga Franca: Portugal
- Touriga Nacional: Portugal
- Trincadeira/Tinta Amarela: Portugal
- Trollinger: Alemanha
- Valpolicella: Itália
- Zinfandel: Califórnia